# Roybon
Roybon és un municipi francès situat al departament de la Isèra i a la regió d'Alvèrnia-Roine-Alps. L'any 2007 tenia 1.284 habitants.

## Demografia

### Població
El 2007 la població de fet de Roybon era de 1.284 persones. Hi havia 470 famílies de les quals 144 eren unipersonals (96 homes vivint sols i 48 dones vivint soles), 141 parelles sense fills, 157 parelles amb fills i 28 famílies monoparentals amb fills.
La població ha evolucionat segons el següent gràfic:
Habitants censats

### Habitatges
El 2007 hi havia 610 habitatges, 478 eren l'habitatge principal de la família, 81 eren segones residències i 50 estaven desocupats. 465 eren cases i 119 eren apartaments. Dels 478 habitatges principals, 308 estaven ocupats pels seus propietaris, 155 estaven llogats i ocupats pels llogaters i 16 estaven cedits a títol gratuït; 19 tenien una cambra, 32 en tenien dues, 54 en tenien tres, 128 en tenien quatre i 245 en tenien cinc o més. 318 habitatges disposaven pel capbaix d'una plaça de pàrquing. A 222 habitatges hi havia un automòbil i a 199 n'hi havia dos o més.

### Piràmide de població
La piràmide de població per edats i sexe el 2009 era:
| Homes | Edats   | Dones |
| ----- | ------- | ----- |
| 0     | 95 o +  | 12    |
| 12    | 90 a 94 | 32    |
| 8     | 85 a 89 | 52    |
| 12    | 80 a 84 | 32    |
| 56    | 75 a 79 | 44    |
| 32    | 70 a 74 | 36    |
| 12    | 65 a 69 | 28    |
| 24    | 60 a 64 | 36    |
| 36    | 55 a 59 | 40    |
| 28    | 50 a 54 | 24    |
| 32    | 45 a 49 | 36    |
| 32    | 40 a 44 | 44    |
| 56    | 35 a 39 | 32    |
| 44    | 30 a 34 | 28    |
| 40    | 25 a 29 | 40    |
| 36    | 20 a 24 | 24    |
| 28    | 15 a 19 | 20    |
| 24    | 10 a 14 | 28    |
| 36    | 5 a 9   | 32    |
| 32    | 0 a 4   | 44    |

## Economia
El 2007 la població en edat de treballar era de 705 persones, 497 eren actives i 208 eren inactives. De les 497 persones actives 448 estaven ocupades (259 homes i 189 dones) i 49 estaven aturades (19 homes i 30 dones). De les 208 persones inactives 79 estaven jubilades, 50 estaven estudiant i 79 estaven classificades com a «altres inactius».

### Ingressos
El 2009 a Roybon hi havia 478 unitats fiscals que integraven 1.161 persones, la mediana anual d'ingressos fiscals per persona era de 15.573 €.

### Activitats econòmiques
Dels 80 establiments que hi havia el 2007, 4 eren d'empreses extractives, 2 d'empreses alimentàries, 9 d'empreses de fabricació d'altres productes industrials, 11 d'empreses de construcció, 12 d'empreses de comerç i reparació d'automòbils, 3 d'empreses de transport, 4 d'empreses d'hostatgeria i restauració, 3 d'empreses d'informació i comunicació, 2 d'empreses financeres, 5 d'empreses immobiliàries, 12 d'empreses de serveis, 9 d'entitats de l'administració pública i 4 d'empreses classificades com a «altres activitats de serveis».
Dels 21 establiments de servei als particulars que hi havia el 2009, 1 era una oficina d'administració d'Hisenda pública, 1 gendarmeria, 1 oficina de correu, 1 taller de reparació d'automòbils i de material agrícola, 2 paletes, 2 guixaires pintors, 2 fusteries, 1 lampisteria, 1 electricista, 1 empresa de construcció, 1 perruqueria, 3 veterinaris, 1 restaurant, 1 agència immobiliària i 2 salons de bellesa.
Dels 6 establiments comercials que hi havia el 2009, 1 era una botiga de menys de 120 m², 2 fleques, 1 una carnisseria, 1 una llibreria i 1 una botiga de roba.
L'any 2000 a Roybon hi havia 39 explotacions agrícoles que ocupaven un total de 1.239 hectàrees.

## Equipaments sanitaris i escolars
El 2009 hi havia 1 farmàcia i 1 ambulància.
El 2009 hi havia una escola elemental. Roybon disposava d'un col·legi d'educació secundària amb 59 alumnes.

## Poblacions properes
El següent diagrama mostra les poblacions més properes.